# Ligné (Loire-Atlantique)
Ligné é uma comuna francesa na região administrativa da Pays de la Loire, no departamento de Loire-Atlantique. Estende-se por uma área de 45,41 km². Em 2010 a comuna tinha 5 336 habitantes (densidade: 117,5 hab./km²).